# Paweł Fietkiewicz
Paweł Fietkiewicz (ur. 1930 w Lidzie, zm. 1 października 2015) – polski rzeźbiarz, złotnik.

## Życiorys
Był absolwentem studiów na kierunku rzeźbiarstwo w Wyższej Szkole Sztuk Plastycznych w Gdańsku (obecnie Akademia Sztuk Pięknych w Gdańsku). Od 1964 roku do śmierci w 2015 roku zajmował się wspólnie z żoną Marią Fietkiewicz złotnictwem (początkowo oboje tworzyli również ceramikę). Należeli do prekursorów tzw. polskiej szkoły bursztynu i srebra mającej swoje początki w latach 60. XX wieku. Paweł Fietkiewicz był między innymi twórcą własnej, autorskiej techniki oprawy kamieni jubilerskich, znanej jako metoda zwielokrotnionej cargi. Ich prace prezentowane były na licznych wystawach krajowych i zagranicznych, a także znajdują się w prywatnych kolekcjach oraz w zbiorach wielu instytucji muzealnych, w tym m.in. w zbiorach Muzeum Narodowego w Gdańsku, Muzeum Zamkowego w Malborku, Muzeum w Gliwicach oraz Muzeum Sztuki Złotniczej będącego Oddziałem Muzeum Nadwiślańskiego w Kazimierzu Dolnym. W 2009 roku w gdańskim Muzeum Bursztynu prezentowana była wystawa pt. Bursztynowy Jubileusz Marii i Pawła Fietkiewiczów. Wystawa autorska z okazji 45-lecia twórczości. Przy okazji wystawy ukazał się również ilustrowany katalog z monografią artystów pt. Bursztynowy jubileusz Marii i Pawła Pietkiewiczów: wystawa autorska z okazji 45-lecia twórczości Muzeum Bursztynu Oddział Muzeum Historycznego Miasta Gdańska 26 października 2009 r. – 28 lutego 2010 r. (Muzeum Historyczne Miasta Gdańska, 2012; ISBN 978-83-61077-40-4).
Został pochowany na Cmentarzu Komunalnym w Sopocie (kwatera E4-1-54).

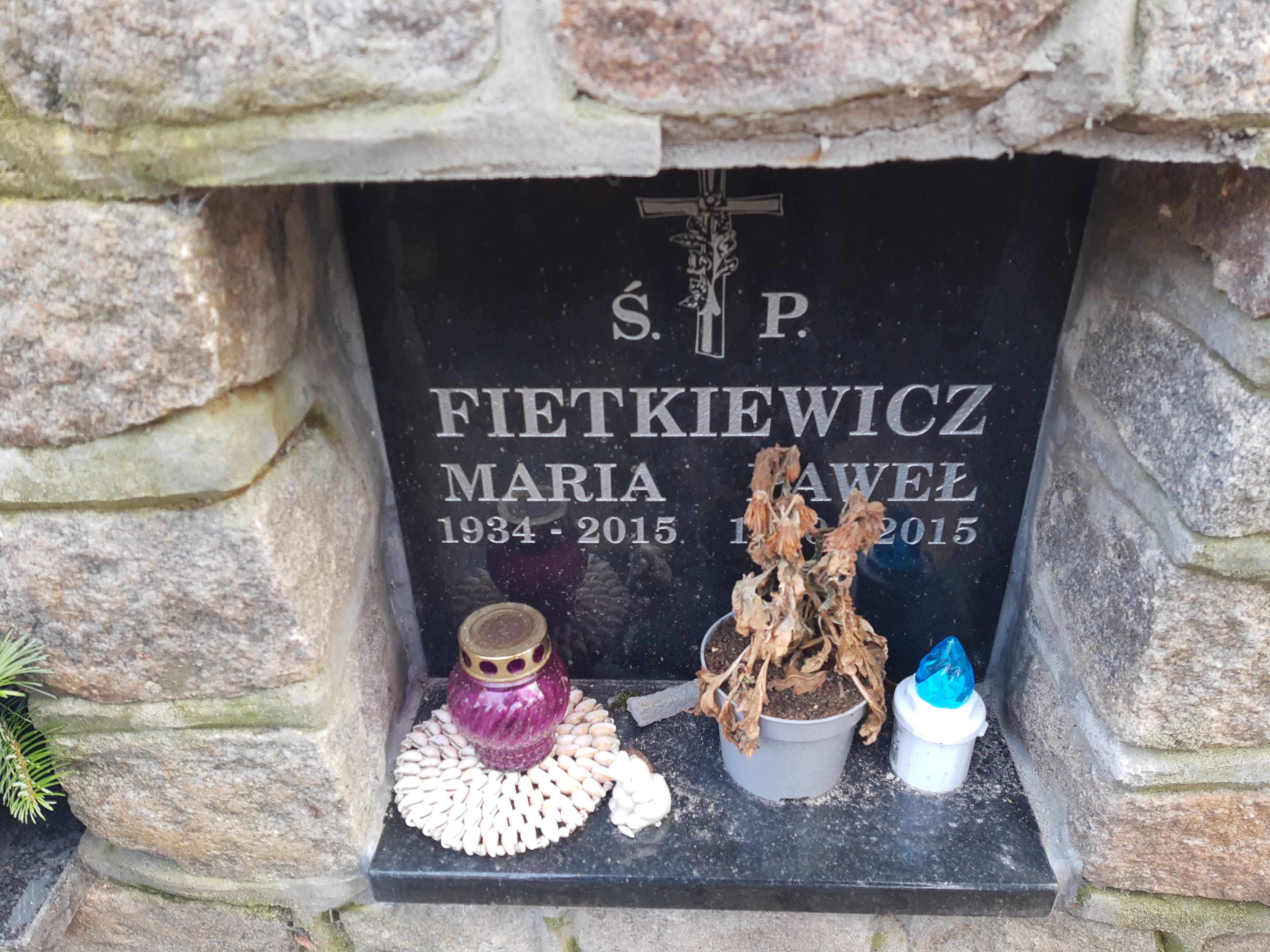
Grób Pawła Fietkiewicza na cmentarzu komunalnym w Sopocie